# Scolopendra paranuda
Scolopendra paranuda är en mångfotingart som först beskrevs av Lalit Prasad Khanna och R.C. Tripathi 1987.  Scolopendra paranuda ingår i släktet Scolopendra och familjen Scolopendridae. Inga underarter finns listade i Catalogue of Life.